# نينا أستروم
نينا أستروم (بالفنلندية: Nina Susann Åström)‏ هي مغنية مؤلفة فنلندية، ولدت في 1962 في فنلندا.

## وصلات خارجية
- الموقع الرسمي
- نينا أستروم على موقع IMDb (الإنجليزية)
- نينا أستروم على موقع ميوزك برينز (الإنجليزية)
- نينا أستروم على موقع ديسكوغز (الإنجليزية)